# Lev HaSharon
Le conseil régional de Lev HaSharon, en hébreu : מועצה אזורית לב השרון, est situé dans la plaine de Sharon,district centre en Israël. Sa population s'élève, en 2016, à 23 482 habitants.

## Liste des communautés
Moshavim
- Azri'el (en)
- Bnei Dror (en)
- Ein Sarid (en)
- Ein Vered (en)
- Herut (en)
- Kfar Hess (en)
- Kfar Yavetz (en)
- Mishmeret (en)
- Nitzanei Oz
- Nordia
- Porat (en)
- Sha'ar Efraim (en)
- Tnuvot (en)
- Tzur Moshe (en)
- Yanuv (en)

Localités communautaires
- Ganot Hadar (en)
- Ye'af (en)

Village
- Kfar Avoda (en)

## Source de la traduction
- (en) Cet article est partiellement ou en totalité issu de l’article de Wikipédia en anglais intitulé « Lev HaSharon Regional Council » (voir la liste des auteurs).